# Représentations diplomatiques en Tanzanie

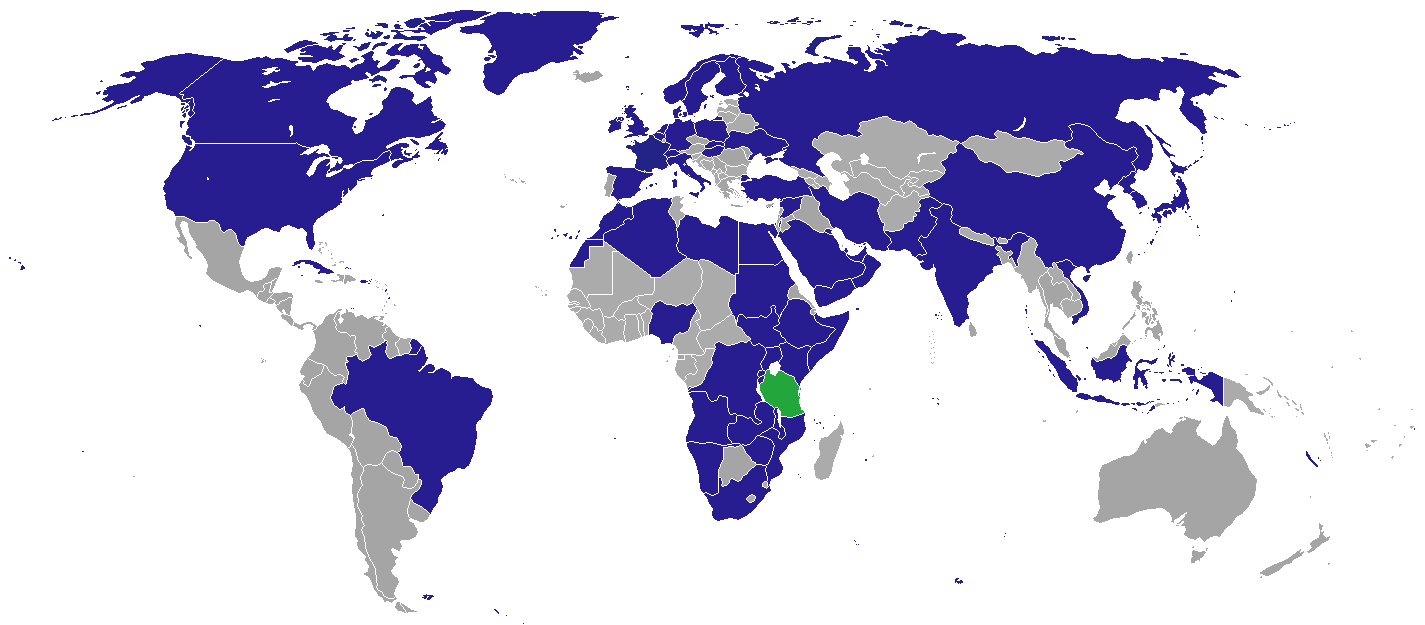
Carte des représentations diplomatiques en Tanzanie

Voici une liste des représentations diplomatiques en Tanzanie. Bien que Dodoma soit la capitale officielle, tous les pays continuent de maintenir leurs missions à Dar es Salam, l'ancienne capitale et la plus grande ville du pays, qui abrite abrite 60 ambassades et hauts-commissariats.
De nombreux autres pays ont des ambassadeurs accrédités en Tanzanie, la plupart résidant à Nairobi ou à Addis-Abeba. Cette liste exclut les consulats honoraires. 

## Ambassades et hauts commissariats
| - Afrique du Sud - Algérie - Allemagne - Angola - Arabie saoudite - Belgique - Brésil - Burundi - Canada - Chine - Comores - Corée du Nord - Corée du sud - Cuba - Danemark - Égypte | - Émirats arabes unis - Espagne - Etats-Unis - Éthiopie - Finlande - France - Inde - Indonésie - Iran - Irlande - Italie - Japon - Kenya - Koweït - Libye - Malawi | - Maroc - Mozambique - Namibie - Nigeria - Norvège - Oman - Ouganda - Pakistan - Palestine - Pays-Bas - Pologne - Qatar - République arabe sahraouie démocratique - République démocratique du Congo - Russie - Rwanda | - Somalie - Soudan - Suède - Suisse - Syrie - Turquie - Royaume-Uni - Vatican - Viêt Nam - Yémen - Zambie - Zimbabwe |

## Consulats généraux

### Dodoma
- Allemagne (Bureau de liaison)[1]
- Chine (Bureau de liaison)

### Kigoma
- Burundi
- République démocratique du Congo

### Zanzibar
- Chine
- Égypte
- Inde
- Mozambique

## Non-Resident Embassies/High Commissions
| Addis-Abeba - Cameroun - Côte d'Ivoire - Eswatini - Ghana - Lesotho - Liberia - Mali - Niger - Sénégal - Serbie - Sierra Leone Le Caire - Mongolie - Népal | Lusaka - Botswana - Guyana - Portugal Nairobi - Argentine - Australie - Autriche - Bangladesh - Chili - Chypre - Colombie - Érythrée | - Éthiopie - Grèce - Hongrie - Irak - Israël - Mexique - République Tchèque - Roumanie - Slovaquie - Sri Lanka - Thaïlande | Pretoria - Croatie - Jamaïque - Nouvelle-Zélande - Nicaragua - Pérou Genève - Islande | Riyad - Oman La Valette - Malte |